# Öjen, Medelpad
Öjen är en sjö i Sundsvalls kommun i Medelpad och ingår i Ljungans huvudavrinningsområde. Sjön har en area på 7,39 kvadratkilometer och ligger 34 meter över havet. Vid provfiske har en stor mängd fiskarter fångats, bland annat abborre, gös, braxen, gers och gädda.

## Delavrinningsområde
Öjen ingår i det delavrinningsområde (690348-157567) som SMHI kallar för Utloppet av Öjen. Medelhöjden är 64 meter över havet och ytan är 27,41 kvadratkilometer. Räknas de 20 avrinningsområdena uppströms in blir den ackumulerade arean 183,61 kvadratkilometer. Stångån som avvattnar avrinningsområdet har biflödesordning 2, vilket innebär att vattnet flödar genom totalt 2 vattendrag innan det når havet efter 12 kilometer. Avrinningsområdet består mestadels av skog (54 procent). Avrinningsområdet har 7,5 kvadratkilometer vattenytor vilket ger det en sjöprocent på 27,4 procent.

## Fisk
Vid provfiske har följande fisk fångats i sjön:
- Abborre
- Braxen
- Gärs
- Gädda
- Gös
- Lake
- Löja
- Mört
- Nors
- Sarv
- Siklöja